# PRI Chacón
PRI Chacón är en ort i Mexiko.   Den ligger i kommunen Mineral de la Reforma och delstaten Hidalgo, i den sydöstra delen av landet, 80 km nordost om huvudstaden Mexico City. PRI Chacón ligger 2 375 meter över havet och antalet invånare är 3 431.
Terrängen runt PRI Chacón är kuperad åt nordost, men åt sydväst är den platt. Runt PRI Chacón är det mycket tätbefolkat, med 1 135 invånare per kvadratkilometer. Närmaste större samhälle är Pachuca de Soto, 4,0 km norr om PRI Chacón. Omgivningarna runt PRI Chacón är i huvudsak ett öppet busklandskap.